# Limnephilus atlanticus
Limnephilus atlanticus là một loài Trichoptera trong họ Limnephilidae. Chúng phân bố ở miền Cổ bắc.